# Gustav Flatow
Gustav Flatow (Kościerzyna, 7 de janeiro de 1875 – Terezín, 29 de janeiro de 1945) foi um ginasta alemão que competiu em diversas provas de ginástica artística. 
Em 1896, representou a Alemanha nos Jogos de Atenas na Grécia. Na ocasião, venceu as disputadas das provas coletivas. Integrante da equipe alemã ao lado de Konrad Böcker, do primo Alfred Flatow, Georg Hillmar, Fritz Hoffmann, Fritz Manteuffel, Karl Neukirch, Richard Röstel, Gustav Schuft, Carl Schuhmann e Hermann Weingärtner, foi medalhista de ouro nas barras paralelas e na barra horizontal.